# Monastère de Radu Vodă
Le monastère de Radu Vodă est un monastère orthodoxe roumain situé à Bucarest en Roumanie.

## Histoire du monastère
Le monastère fut fondé par Alexandru II Mircea (1568-1577) et sa femme Ecaterina (Catherine) en remerciement de leur victoire militaire. II était prévu qu'il s'agisse de l'église métropolitaine de la capitale.

## Localisation
Le monastère est situé en plein cœur de Bucarest, la capitale de la Roumanie, au 24 rue Radu Vodă, sur les berges de la Dâmbovița et à proximité de la cathédrale patriarcale roumaine. On y accède par la station de métro Piața Unirii dont il est éloigné par quelques centaines de mètres.

## Histoire du lieu

### Paléolithique
Du fait de l'environnement favorable et de l'élévation du terrain à proximité d'une rivière importante, le secteur du monastère fut habité à partir du Paléolithique (estimé entre 1 000 000 et 10 000 av. J.-C.). C'est le plus ancien lieu connu d'habitation sur le territoire de la Roumanie. À la suite de l'installation au Paléolithique, il y a eu une occupation ininterrompue du lieu pendant le Néolithique attestée par des outils d'époque, l'âge du bronze (1 800-800 av. J.-C.), et l'âge du fer (800 av. J.-C.- 300).

### L'époque dace
Le monastère est aussi situé sur le site des ruines d'un campement fortifié de l'époque dace (100 av. J.-C. - 100).